# Гай Фаний (трибун 184 пр.н.е.)
Гай Фаний (Gaius Fannius) e политик на Римската република през 2 век пр.н.е. Произлиза от плебейската фамилия Фании.
През 184 пр.н.е. той е народен трибун с колега Тиберий Семпроний Гракх. Консули тази година са Публий Клавдий Пулхер и Луций Порций Лицин.